# Universität Hebron

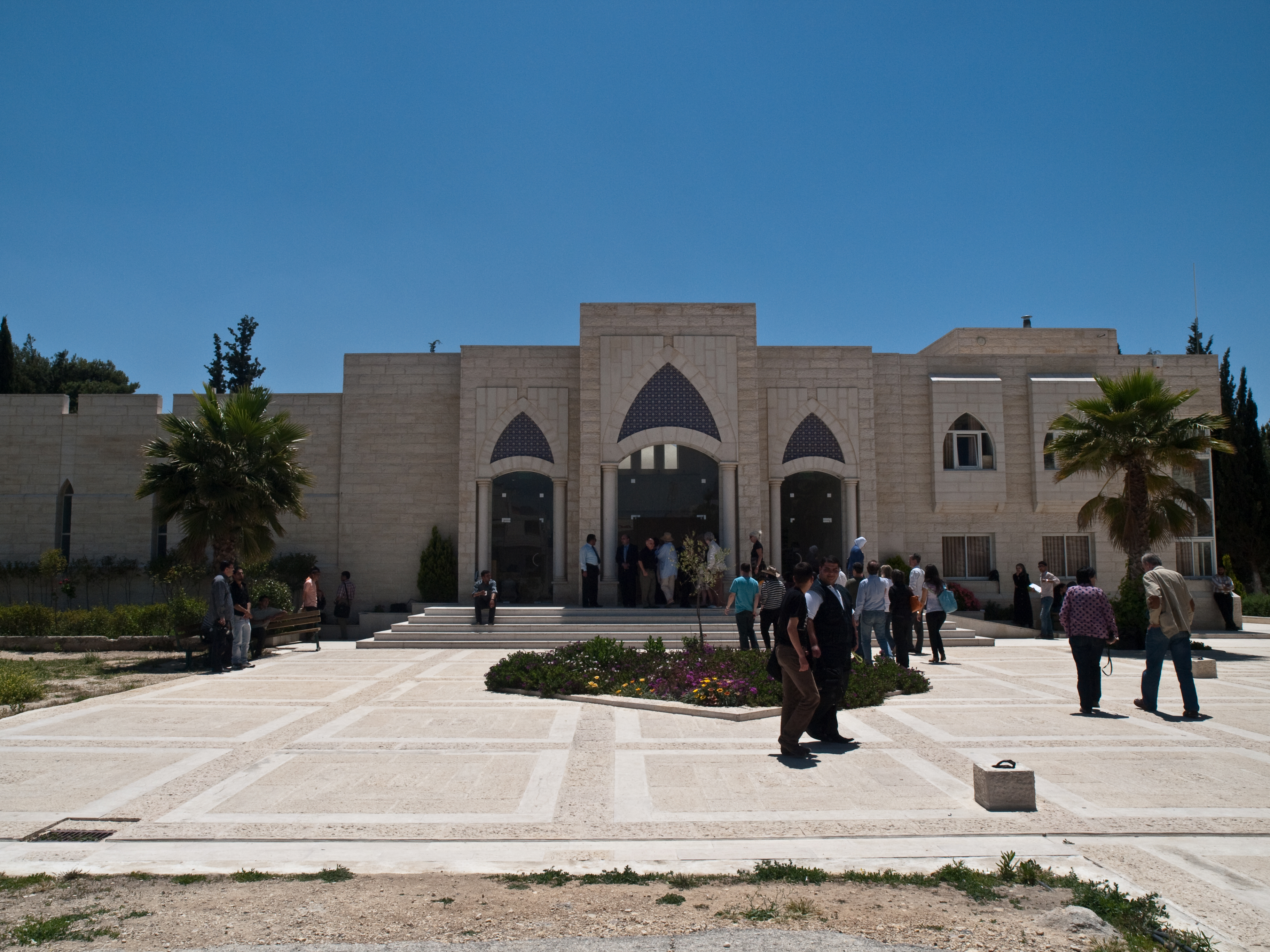
Universität Hebron

Die Universität Hebron (arabisch جامعة الخليل, DMG Ǧāmiʿat al-Ḫalīl; englisch Hebron University; HU) ist eine Universität in den Palästinensischen Autonomiegebieten. Sie befindet sich westlich vom historischen Stadtzentrum entfernt an der University Street.
Die Hochschule geht auf das 1971 in Hebron gegründete islamische Seminar zurück. 1980 wurde sie zur Universität ernannt. Als ihr Gründer gilt Sheikh Mohammed Ali Al-Ja'bari. 2003 waren an der Universität Hebron 4200 Studenten eingeschrieben.